# Everdado G. Arenas
Everardo Gumercindo Arenas Machorro fue un general mexicano que participó en la Revolución Mexicana, y tuvo gran papel al salvar la vida de su amigo Francisco I. Madero.
Nació en la hacienda de Quecholac, distrito de Tecamachalco en el estado de Puebla en 1880. Sus padres fueron Aurelio Arenas Mendoza y Sabina Machorro Ponce de León.
En 1903, trabajó en los Almacenes Mosler, Bowen & Cook, en México D.F. hasta el año 1904. También fue representante comercial de El Palacio de Hierro en 1905, viajando por el interior del país. Con la buena reputación de esta casa, le permitió relacionarse social y políticamente con personajes importantes de la vida social en México. El 27 de febrero de 1906, ingresó como miembro activo del Partido Liberal que fundó el Ing. Camilo Arriaga en la ciudad de México. En 1907, conoce a Francisco I. Madero en Parras de la Fuente, Coah., donde estrecharon una gran amistad, regalándole éste, un ejemplar de su libro "La Sucesión Presidencial", y convenciédolo para que en sus giras, realizará proselitismo, con la esencia de sus ideales: 'Sufragio Efectivo, No Reelección. 
En noviembre de 1909, en la ciudad de Puebla, funda junto con su hermano Antonio María, Enrique Contreras, Carlos Aldaco y Salvador Gasca, el Club Central Antireleccionista, y proponen unir a Aquiles Serdán con ellos.
El 15 de abril de 1910, concurrió como delegado a la Convención Nacional de Partidos Independientes Antirreleccionistas y Democrático en el teatro Tívoli del Eliseo en la ciudad de México, donde salieron electos para presidente Francisco I. Madero y vicepresidente Francisco Gómez Vázquez. El 10 de mayo, organizó junto con Aquiles Serdán una recepción y velada en el hotel Jardín, de su amigo José Brochetti, para el candidato presidencial.
El 13 de junio de 1910, Madero es encarcelado en Monterrey, N.L. y, el Sr. Everardo tiene un gran papel al salvar la vida de su amigo, apoyando su excarcelamiento, y protegiéndolo para que se dirigiese a Ciudad Juárez, Chih. 
Después del fraude electoral de Porfirio Díaz, con el apoyo de Madero, realiza propaganda del Partido Nacional Antirreeleccionista en la Ciudad de México. Renuncia al Palacio de Hierro el 15 de noviembre de 1910, y se dirige a Puebla para organizar el movimiento armado junto con los hermanos Serdán. Cuando suceden los hechos sangrientos del 18 y 19 de noviembre, él se encontraba en la casa de los hermanos Rousset, donde también son cuestionados y golpeados, pero salvaron la vida al no encontrarse armas en el domicilio.
Después de eso se dedicó a distribuir ejemplares maderistas en Puebla, Tlaxcala y parte de Veracruz, y apoyó financieramente la campaña presidencial de Madero. A principios de 1911, siguió su lucha armada  en la hacienda de Tepeyahualco, y organizó una caballería respetable. En marzo, sitió Zautla, la atacó y tomaron la población; posteriormente tomó la plaza de San Juan de los Llanos y el 06 de abril estableció ahí su cuartel general. Luego, el 16 de abril, tomó la estación de ferrocarril Virreyes y el 20 atacó la estación Oriental, dejando un destacamento de avanzada. El 20 de mayo de 1911, recibió órdenes de Francisco I. Madero de cesar las hostilidades. Después de licenciar sus fuerzas en San Juan de los Llanos, reorganizó el Club Antirreleccionista para continuar la campaña política de Madero. 
Fue comisionado en representación de la Jefatura de la Zona de los revolucionarios de Puebla para invitar a Madero a la Angelópolis en el tren olivo presidencial, donde con algunos percances y evadiendo riesgos, llegó con el candidato el 13 de julio de 1911. El 27 de agosto fue nombrado Jefe de la delegación de Puebla, para asistir por segunda ocasión, a la Gran Convención Nacional en el teatro Hidalgo de la ciudad de México, donde salieron en definitiva los candidatos Madero y Pino Suárez, para la presidencia y vicepresidencia respectivamente.
En 1912, se puso a las órdenes de Madero, y del gobernador del D.F. Lic. Federico González Garza.Tras la muerte de Francisco I. Madero, combate al usurpador Victoriano Huerta, donde proporcionó armas y dinero, colaborando con los Generales Esteban Márquez y Gilberto Camacho. El general Everardo G. Arenas Machorro y su hermano Antonio María son acusados de ser conspiradores de la muerte de Madero, por lo cual Everardo regresa a la ciudad de México con documentos importantes que son publicados en el periódico “El Dictamen”, demostrando su inocencia y la de su hermano.
En 1916, por no estar de acuerdo con el régimen carrancista, se retiró, y por no prestar sus servicios, fue encarcelado con el pretexto de que los líderes revolucionarios Cirilo y Domingo Arenas, no se rendían, porque él los ayudaba, pero por falta de pruebas, salió en libertad con la ayuda de los Generales Benjamín Hill y Pablo González.
En 1920, fue Inspector General de Policía en la ciudad de Puebla. En 1921, apoyó en combinación con Benjamín Hill e Iglesias Calderón, el derrocamiento del régimen carrancista, sosteniendo al Gral. Álvaro Obregón, combinando algunos movimientos militares en Pachuca y Puebla. Fue precursor y veterano de la Revolución, y de la Legión de Honor Pro Madero hasta febrero de 1955. Fue una persona leal a la causa y firme en sus principios. Se casó con la Srita. Aurora Rodríguez y tuvo dos hijos, Ernestina y Guillermo.  Everardo Gumercindo Arenas Machorro murió el 5 de mayo de 1955 en el Hospital Militar, y fue sepultado en el panteón Jardín.